# Eygurande (tổng)
Tổng Eygurande là một tổng của Pháp tọa lạc tại tỉnh Corrèze trong vùng Lumousin.

## Địa lý
Tổng này được tổ chức xung quanh Eygurande trong quận Ussel. Độ cao khu vực này là 590 m (Merlines) đến 916 m (Lamazière-Haute) độ cao trung bình trên mực nước biển là 778 m.

## Hành chính
| Giai đoạn | Ủy viên          | Đảng | Tư cách                      |
| --------- | ---------------- | ---- | ---------------------------- |
| 2004-2011 | Pierre Chevalier | UMP  | Thị trưởng Laroche-près-Feyt |

### Kết quả bầu cử tổng này ngày 21 tháng 3 năm 2004
- Joseph Friederich (PS)
- Pierre Chevalier (UMP), thị trưởng Laroche-près-Feyt
- Jeanne Champseix (FN)
- Roger Gouttebelle (PCF)

## Phân chia đơn vị hành chính
Tổng Eygurande được chia thành 10 xã và khoảng 2 829 người (điều tra dân số năm 1999 không tính trùng dân số).
| Xã                    | Dân số | Mã bưu chính | Mã insee |
| --------------------- | ------ | ------------ | -------- |
| Aix                   | 307    | 19200        | 19002    |
| Couffy-sur-Sarsonne   | 70     | 19340        | 19064    |
| Courteix              | 55     | 19340        | 19065    |
| Eygurande             | 779    | 19340        | 19080    |
| Feyt                  | 121    | 19340        | 19083    |
| Lamazière-Haute       | 82     | 19340        | 19103    |
| Laroche-près-Feyt     | 82     | 19340        | 19108    |
| Merlines              | 903    | 19340        | 19134    |
| Monestier-Merlines    | 342    | 19340        | 19141    |
| Saint-Pardoux-le-Neuf | 88     | 19200        | 19232    |

## Thông tin nhân khẩu
| 1962                                                     | 1968  | 1975  | 1982  | 1990  | 1999  |
| -------------------------------------------------------- | ----- | ----- | ----- | ----- | ----- |
| 3 727                                                    | 3 924 | 3 589 | 3 484 | 3 125 | 2 829 |
| Nombre retenu à partir de 1962 : dân số không tính trùng |       |       |       |       |       |